# Estació del Vilar de Reiners
L'Estació del Vilar de Reiners és una estació de ferrocarril de la Línia Elna-Arles, actualment suprimida, situada a la comuna de Reiners, a la comarca del Vallespir, de la Catalunya del Nord.
Està situada en el veïnat del Vilar de Reiners, a la cruïlla dels carrers de Claire Fontaine i del Veïnat.
| Procedència/Destinació | <                | Línia            | >                          | Procedència/Destinació |
| ---------------------- | ---------------- | ---------------- | -------------------------- | ---------------------- |
|                        |                  |                  |                            |                        |
| Estació d'Elna         | Estació de Ceret | Línia Elna-Arles | Estació dels Banys d'Arles | Estació d'Arles        |